# Aureliano Brandolini
Aureliano Brandolini (Calolziocorte, 8 agosto 1927 – Seriate, 5 settembre 2008) è stato un agronomo italiano.

## Biografia
Dopo essersi diplomato presso il Liceo classico A. Manzoni di Lecco con don Giovanni Ticozzi (1945), si è laureato in agraria presso l'Università di Milano (1950) e specializzato in "Plant breeding and microtechnique" presso il Department of Botany and Agronomy dello Iowa state university negli Stati Uniti (1955).
Allievo del botanico Luigi Fenaroli e del genetista Merle T. Jenkins, nel 1954-1955 ha ideato e coordinato, sotto la supervisione del suo maestro Luigi Fenaroli, la raccolta e la caratterizzazione agronomica di 562 accessioni (campioni di seme) delle varietà tradizionali italiane di mais, conservati presso la Stazione di maiscoltura di Bergamo, del Consiglio per la ricerca e la sperimentazione in agricoltura (CRA) del Ministero delle politiche agricole alimentari e forestali. Nel 1959 è divenuto libero docente di agronomia generale e coltivazioni erbacee presso l'università di Bologna. Ha impiegato i risultati di tali studi per fissare selezioni della varietà migliorata Sintetico Zanchi e le linee pure impiegate per creare i primi ibridi di mais affermatisi in Italia (1956-1970). Ha introdotto in Italia le metodologie di miglioramento genetico messe a punto dal suo maestro Merle T. Jenkins. In seguito ha assistito le imprese sementiere italiane e multinazionali nella produzione commerciale di tali ibridi. Ha fornito assistenza scientifica ai programmi di introduzione degli ibridi di mais in (Spagna, in Romania, in Ungheria, nella ex Iugoslavia) e in altri paesi dell'Europa meridionale. Ha coordinato il Programma nazionale per il miglioramento genetico della patata del Ministero delle politiche agricole alimentari e forestali (1994-1998).
Per conto del Comitato internazionale per il germoplasma del mais dell'International Board for Plant Genetic Resources ha coordinato la raccolta di germoplasma delle colture agricole in America Latina (1975-1984), partecipando alla loro caratterizzazione e alla pubblicazione dei risultati di tali studi. Ha collaborato ai programmi di raccolta delle accessioni (campioni di semi) di varietà tradizionali di mais nei paesi dell'Europa meridionale e in Ecuador, Bolivia e Argentina. Ha partecipato all'organizzazione delle banche del germoplasma di Bergamo del CRA del Ministero delle politiche agricole alimentari e forestali, di Pairumani (Cochabamba) della Fundación Simón I. Patiño (Bolivia), di Pergamino dell'INTA (Argentina), etc., che conservano e studiano la biodiversità agricola dei rispettivi paesi, oltre che alla elaborazione dei programmi di ricerca sulla biodiversità agricola di numerosi istituti di ricerca in America Latina, in Africa e in Cina.
Ha inoltre collaborato alla creazione del Centro fitogenetico e del Centro sementiero di Pairumani in Bolivia, che studiano la biodiversità agricola e producono sementi di ibridi e di varietà migliorate di mais, grano, fagiolo, fava, lupino e altre colture agricole. Per conto dell'Istituto agronomico per l'oltremare ha diretto numerosi progetti di cooperazione scientifica e tecnica con istituti di ricerca e istituzioni agricole in Italia e all'estero, creando centri di ricerca, laboratori e banche del germoplasma e contribuendo così alla formazione scientifica e al trasferimento di tecnologia a favore dei paesi in via di sviluppo.

### Gli incarichi
Nel 1952-1954 ha coordinato il programma di sperimentazione nazionale dei mais ibridi e nel 1955-1960 ha coordinato il programma di miglioramento genetico del mais e del sorgo presso la Stazione sperimentale di maiscoltura di Bergamo  Archiviato il 1º giugno 2009 in Internet Archive.. Nel 1962-1965 ha coordinato la sperimentazione e la ricerca genetica sul mais, sorgo, soia e cotone delle imprese sementiere DeKalb, SPIM, ecc. Nel 1964-1971 ha diretto il Centro di ricerche orticole e il Centro Lombardo per l'incremento della Orto-floro-frutticoltura di Vertemate con Minoprio della Cassa di Risparmio delle Provincie Lombarde  (1965- 1971). Nel 1972-1975 ha ricoperto il ruolo di esperto agricolo presso l'Organizzazione per l'Alimentazione e l'Agricoltura (FAO) di Roma. Nella sua carriera è stato inoltre direttore del Centro di ricerca fitotecnica di Bergamo (1976-1983), occupandosi della costituzione e della produzione di sementi ibride di mais speciali in Europa e in America Latina. e direttore generale dell'Istituto agronomico per l'oltremare del Ministero degli Affari Esteri a Firenze (1983-1993), del quale ha diretto la Rivista di agricoltura subtropicale e tropicale tra il 1983 e il 1993. Ha rivestito anche le cariche di membro del Board of trustees (Consiglio di amministrazione) dell'International potato center di Lima, in Perù nel 1987-1993, e di membro del Comitato consultivo per la cooperazione internazionale del Ministero degli Affari Esteri nel 1987-1994.
Tra le cariche scientifiche rivestite è stato presidente del comitato scientifico del Centro fitotecnico e della Granja modelo di Pairumani, in Bolivia (1970-1975), presidente del Comitato sud-europeo mediterraneo della sezione Mais e sorgo di Eucarpia,  e coordinatore del Comitato di studio del germoplasma europeo (1968-1973), membro del Comitato internazionale per il germoplasma del mais dell'International Board for Plant Genetic Resources (1975-1984), rappresentante della Divisione AGP della FAO nei Comitati scientifici dei Centri di ricerca agricola internazionali CYMMIT e ICRISAT (1973-1975). Ha coordinato il Programma interregionale per il miglioramento proteico del mais della FAO-CEBECO (1974-1976) e il Programma di miglioramento genetico del mais e del fagiolo in Bolivia, per conto dell'Istituto Italo-Latinoamericano (IILA) di Roma, (1975-1982). È stato inoltre membro dell'Accademia di Agricoltura di Torino (dal 1991) e dell'Academia nacional de agronomia y veterinaria di Buenos Aires in Argentina (dal 2006).
Inoltre è stato consulente per i problemi del mais, del sorgo e del sesamo presso l'Amministrazione fiduciaria italiana della Somalia nel 1958-1960, membro del Comitato consultivo per la cooperazione internazionale del Ministero degli Affari Esteri (1987-1994), presidente della Fondazione studi cotonieri di Firenze, presidente della Sezione di Cooperazione allo Sviluppo Agricolo Internazionale della Federazione Italiana dei Dottori Agronomi e Forestali (1992) e consulente sulla valorizzazione del germoplasma delle varietà tradizionali di grano duro per conto dell'Associazione Sementieri Mediterranei (As.Se.Me) di Roma.

### I campi di studio
Ha realizzato numerose ricerche sul miglioramento genetico delle piante coltivate e sulla caratterizzazione e conservazione della biodiversità agricola. I suoi lavori scientifici hanno riguardato:
- la speciazione e l'evoluzione del mais e la filogenesi e le caratteristiche delle varietà coltivate di tale specie nelle Americhe e in Europa[5],[6],[7],[8],[9],[10];
- l'esplorazione, lo studio e la conservazione del germoplasma vegetale nelle regioni temperate e subtropicali[11],[12],[13],[14];
- il miglioramento genetico di mais, fagiolo, pomodoro, sorgo, grano duro, patata e delle specie floricole da serra di origine tropicale[15];
- i metodi di selezione varietale e di costituzione degli ibridi di mais[16],[17],[18], ad uso alimentare, zootecnico[19] e industriale (waxy)[20];
- i problemi dell'adattamento ecologico del germoplasma tropicale e subtropicale nelle zone temperate e viceversa[21],[22];
- i problemi agronomici, agro-economici e di sviluppo rurale nelle zone subaride, tropicali e subtropicali[23],[24],[25],[26],[27],[28], ;
- la cooperazione allo sviluppo in campo agro-silvo-pastorale, agro-industriale, ambientale, scientifico ed educativo, nonché la metodologia di gestione dei progetti di sviluppo[29],[30],[31],[32],[33],[34],
- l'adattamento delle razze bovine italiane da carne in ambienti subtropicali e tropicali dell'America Latina[35].

### Gli studi sulla filogenesi delle varietà tradizionali di mais
Ha ricondotto il processo di addomesticamento del mais al progressivo miglioramento per mutazione e ricombinazione genica delle strutture e dei tessuti del seme e precisamente:
- aumento del numero di cariossidi per spiga
- aumento della dimensione del seme, sul tutolo accresciuto
- differenziazione dei tipi di endosperma, conclusa nell'evoluzione dalla forma primitiva a quelle moderne everta e derivazione delle forme:
  - indurata da quelle everta,
  - amylacea da quelle everta e indurata,
  - indentata per sviluppo da forme indurata e amylacea,
  - saccharata per differenziazione monofattoriale dalle forme ricordate.

In collaborazione con Adolfo Pons e Giovanni C. Vandoni ha studiato le caratteristiche agronomiche, morfologiche e citologioche di popolazioni di mais dell'Ecuador, classificate in forma preliminare in 6 Sezioni, 18 Complessi razziali e 34 Razze.
In collaborazione con Gonzalo Avila L., A. Rodríguez, A.G. Brandolini e altri ricercatori ha studiato le caratteristiche agronomiche, morfologiche e citologiche delle popolazioni di mais boliviane, classificate in forma preliminare in 7 Complessi razziali, 28 Razze e 108 Agro-ecotipi,:
Ha ripreso e approfondito la storia del mais in Italia (2005-2006), già delineata da Luigi Messedaglia (1924), come premessa allo studio delle varietà tradizionali italiane. Ha pertanto ricostruito le relazioni filogenetiche tra le varietà Americane originarie e quelle tradizionali coltivate in Italia, identificando le rotte di migrazione.
Ha approfondito l'origine e la filogenesi del mais in Italia e le caratteristiche delle varietà tradizionali, in linea con le indagini pionieristiche di Matthieu Bonafous (1836-1841), di Edward L. Sturtevant (1899), di F. Zago (1901), di Piero Venino (1914), di Tito Vezio Zapparoli (1922-1943), di A. Succi (1931), di Cirillo Maliani (1950) e di L. Gosi (1952), cui si sono aggiunte più recentemente gli studi di Francesco Bonciarelli (1961), di Giuseppe Mariani (1968), di Ercole Ottaviano e Alessandro Camussi (1968-1970), di Marco Bertolini (2001-2003) e di Mario Motto (1972-2008).
Ha studiato e descritto in molte pubblicazioni, insieme a numerosi collaboratori, i caratteri agronomici, morfologici e citologici delle 562 accessioni di mais raccolte nel 1954-1955. Ha classificato i mais italiani in,:
- 77 Agro-ecotipi (insiemi di popolazioni che differiscono in caratteristiche adattative ma che hanno alcune caratteristiche genetiche comuni),
- 37 Razze (insiemi di Agro-ecotipi che hanno in comune un numero notevole di caratteri differenti, che occupano zone ben definite e capaci di riproduzione panmittica),
- 10 Complessi razziali (insiemi di Razze aventi comuni elementi discriminatori sia morfologici sia fisiologici e/o di localizzazione, con relazioni filogenetiche evidenti),
- 2 Sezioni (insiemi di Complessi razziali differenziati per tipo e struttura delle cariossidi).

## Riconoscimenti e onorificenze
- Premio Tito V. Zapparoli per la miglior pubblicazione in campo maidico 1952
- Premio V. Alpe dell'Università di Milano per la miglior pubblicazione di ricerca nel quinquennio  1950-1955
- Cittadinanza onoraria della Ciudad de Quito, Ecuador 1985
- Cittadinanza onoraria della Ciudad de Guatemala 1992
- Condecoración al merito de la agricultura boliviana, Repubblica di Bolivia 1990